# NAACP Image Awards 2020
Die 51. NAACP Image Awards, die von der NAACP verliehen werden, wurden am 22. Februar 2020 vergeben. Die Ausstrahlung erfolgte erstmals auf Black Entertainment Television (BET) sowie auf den Schwesterfernsehsendern im ViacomCBS Networks.
CBS strahlte die Verleihung zum ersten Mal aus. Vorher lief die Veranstaltung auf TV One.
Die Veranstaltung fand im Pasadena Civic Auditorium in Pasadena, Kalifornien statt.
Ausgezeichnet wurden People of Color in verschiedenen Kategorien im Bereich Film, Fernsehen Musik und Literatur für ihre Leistungen im Kalenderjahr 2019.
Rihanna erhielt den President’s Award für ihre Spendensammlung für verschiedene Wohltätigkeitsorganisationen wie Raising Malawi, UNICEF und ihre eigene Stiftung, die Clara Lionel Foundation.

## Film
| Bester Film | Beste Regie |
| --- | --- |
| - Just Mercy - Dolemite Is My Name - Harriet – Der Weg in die Freiheit - Queen & Slim - Wir                                                                                              | - Chiwetel Ejiofor – Der Junge, der den Wind einfing - Mati Diop – Atlantics - Reginald Hudlin – The Black Godfather - Kasi Lemmons – Harriet – Der Weg in die Freiheit - Jordan Peele – Wir |
| Bester Hauptdarsteller | Beste Hauptdarstellerin |
| - Michael B. Jordan – Just Mercy - Chadwick Boseman – 21 Bridges - Winston Duke – Wir - Daniel Kaluuya – Queen & Slim - Eddie Murphy – Dolemite Is My Name                               | - Lupita Nyong'o – Wir - Cynthia Erivo – Harriet – Der Weg in die Freiheit - Naomie Harris – Black and Blue - Jodie Turner-Smith – Queen & Slim - Alfre Woodard – Clemency                   |
| Bester Nebendarsteller | Beste Nebendarstellerin |
| - Jamie Foxx – Just Mercy - Sterling K. Brown – Waves - Tituss Burgess – Dolemite Is My Name - Leslie Odom Jr. – Harriet – Der Weg in die Freiheit - Wesley Snipes – Dolemite Is My Name | - Marsai Martin – Little - Jennifer Lopez – Hustlers - Janelle Monáe – Harriet – Der Weg in die Freiheit - Da'Vine Joy Randolph – Dolemite Is My Name - Octavia Spencer – Luce               |
| Bestes Drehbuch | Bester Independentfilm |
| - Jordan Peele – Wir - Doug Atchison – Brian Banks - Chinonye Chukwu – Clemency - Destin Daniel Cretton – Just Mercy - Kasi Lemmons – Harriet – Der Weg in die Freiheit                  | - Dolemite Is My Name - Clemency - Luce - Queen & Slim - Der Junge, der den Wind einfing |
| Bester Newcomer | Bestes Ensemble |
| - Marsai Martin – Little - Cynthia Erivo – Harriet – Der Weg in die Freiheit - Shahadi Wright Joseph – Wir - Rob Morgan – Just Mercy - Jodie Turner-Smith – Queen & Slim                 | - Just Mercy - Dolemite Is My Name - Harriet – Der Weg in die Freiheit - Queen & Slim - Wir                                                                                                  |

## Fernsehen

### Drama
| Beste Dramaserie | Beste Dramaserie |
| --- | --- |
| - Greenleaf - Godfather of Harlem - Queen Sugar - The Chi - Watchmen | |
| Bester Hauptdarsteller in einer Dramaserie | Bester Hauptdarsteller in einer Dramaserie |
| - Omari Hardwick – Power - Sterling K. Brown – This Is Us - Billy Porter – Pose - Kofi Siriboe – Queen Sugar - Forest Whitaker – Godfather of Harlem                                 | - Angela Bassett – 9-1-1 - Viola Davis – How to Get Away with Murder - Regina King – Watchmen - Simone Missick – All Rise – Die Richterin - Rutina Wesley – Queen Sugar |
| Bester Nebendarsteller in einer Dramaserie | Beste Nebendarstellerin in einer Dramaserie |
| - Harold Perrineau – Claws - Giancarlo Esposito – Godfather of Harlem - Delroy Lindo – The Good Fight - Wendell Pierce – Tom Clancy's Jack Ryan - Nigél Thatch – Godfather of Harlem | - Lynn Whitfield – Greenleaf - Tina Lifford – Queen Sugar - CCH Pounder – NCIS: New Orleans - Lyric Ross – This Is Us - Susan Kelechi Watson – This Is Us               |

### Comedy
| Beste Comedy-Serie | Beste Comedy-Serie |
| --- | --- |
| - Black-ish - Ballers - Dear White People - Grown-ish - The Neighborhood | |
| Bester Hauptdarsteller in einer Comedy-Serie | Beste Hauptdarstellerin in einer Comedy-Serie |
| - Anthony Anderson – Black-ish - Cedric the Entertainer – The Neighborhood - Don Cheadle – Black Monday - Dwayne Johnson – Ballers - Tracy Morgan – The Last O.G.              | - Tracee Ellis Ross – Black-ish - Logan Browning – Dear White People - Tiffany Haddish – The Last O.G. - Jill Scott – First Wives Club - Yara Shahidi – Grown-ish |
| Bester Nebendarsteller in einer Comedy-Serie | Beste Nebendarstellerin in einer Comedy-Serie |
| - Deon Cole – Black-ish - Andre Braugher – Brooklyn Nine-Nine - Tituss Burgess – Unbreakable Kimmy Schmidt - Terry Crews – Brooklyn Nine-Nine - Laurence Fishburne – Black-ish | - Marsai Martin – Black-ish - Tichina Arnold – The Neighborhood - Halle Bailey – Grown-ish - Loretta Devine – Familienanhang - Regina Hall – Black Monday         |

### Fernsehfilm, Miniserie oder Special
| Bester Fernsehfilm, Miniserie oder Special | Bester Fernsehfilm, Miniserie oder Special |
| --- | --- |
| - When They See Us - American Son - Being Mary Jane - Native Son - True Detective | |
| Bester Hauptdarsteller in einem Fernsehfilm oder Miniserie | Beste Hauptdarstellerin in einem Fernsehfilm oder Miniserie |
| - Jharrel Jerome – When They See Us - Mahershala Ali – True Detective - Idris Elba – Luther - Caleel Harris – When They See Us - Ethan Henry Herisse – When They See Us                            | - Niecy Nash – When They See Us - Aunjanue Ellis – When They See Us - Octavia Spencer – Truth Be Told - Gabrielle Union – Being Mary Jane - Kerry Washington – American Son                                           |
| Beste Regie in einem Fernsehfilm oder Special | Bestes Drehbuch in einem Fernsehfilm oder Special |
| - Rashid Johnson – Native Son - Codie Elaine Oliver – Black Love - Janice Cooke – I Am Somebody's Child: The Regina Louise Story - Kenny Leon – American Son - Russ Parr – The Bobby Debarge Story | - Suzan-Lori Parks – Native Son - Cas Sigers-Beedles – Twas the Chaos Before Christmas - Melissa Bustamante – A Christmas Winter Song - Patrik-Ian Polk – Being Mary Jane - Yvette Nicole Brown – Always a Bridesmaid |

### Reality-Serie und Varieté-Shows
| Beste Talkshow | Beste Reality- oder Gameshow |
| --- | --- |
| - Red Table Talk - The Daily Show with Trevor Noah - The Real - The Shop: Uninteruppted - The Tamron Hall Show                                     | - Rhythm + Flow - Iyanla: Fix My Life - Lip Sync Battle - Sunday Best - The Voice |
| Beste Nachrichtensendung | Bester Moderator einer Talkshow |
| - Unsung - Pushout: The Criminalization of Black Girls in Schools - Surviving R. Kelly - The Breakfast Club - The Story of God with Morgan Freeman | - Jada Pinkett Smith – Red Table Talk - Whoopi Goldberg, Joy Behar, Sunny Hostin, Meghan McCain, Abby Huntsman und Ana Navarro – The View - Lester Holt – NBC Nightly News with Lester Holt - Trevor Noah – The Daily Show with Trevor Noah - Angela Rye – Young Gifted and Broke: A BET Town Hall |
| Outstanding Variety Show | Bester Moderator einer Reality-, Game- oder Varietée-Show |
| - Homecoming: A Film by Beyoncé - Black Girls Rock! 2019 - Dave Chappelle: Sticks & Stones - Saturday Night Live - Wanda Sykes: Not Normal         | - Steve Harvey – Celebrity Family Feud - Wayne Brady – Let's Make a Deal - Regina Hall – 2019 BET Awards - LL Cool J – Lip Sync Battle - Iyanla Vanzant – Iyanla: Fix My Life |

### Schauspiel
| Bester Kinderdarsteller | Bester Gastdarsteller |
| --- | --- |
| - Marsai Martin – Black-ish - Miles Brown – Black-ish - Lonnie Chavis – This Is Us - Caleel Harris – When They See Us - Lyric Ross – This Is Us | - Kelly Rowland – American Soul - David Alan Grier – Queen Sugar - Sanaa Lathan – The Affair - MAJOR. – Star - Blair Underwood – Dear White People |

## Musik
| Bestes Album | Bester Newcomer |
| --- | --- |
| - Beyoncé – Homecoming: The Live Album - Lizzo – Cuz I Love You - H.E.R. – I Used to Know Her - Fantasia – Sketchbook - India Arie – Worthy                                                                       | - Lil Nas X - Ari Lennox - Lucky Daye - Mahalia - Mykal Kilgore |
| Bester Sänger | Beste Sängerin |
| - Bruno Mars - Khalid - Lil Nas X - MAJOR. - PJ Morton | - Beyoncé - Fantasia - H.E.R. - India.Arie - Lizzo |
| Beste Band, Duo oder Kollaboration | Bestes Jazzalbum |
| - Blue Ivy, Saint Jhn, Beyoncé & Wizkid – Brown Skin Girl - Chris Brown feat. Drake – No Guidance - PJ Morton feat. JoJo – Say So - Ari Lennox & J. Cole – Shea Butter Baby - Alicia Keys & Miguel – Show Me Love | - Jazzmeia Horn – Love & Liberation - David Sánchez – Carib - Najee – Center of the Heart - Nathan Mitchell – SoulMate - Vanessa Rubin – The Dream Is You: Vanessa Rubin Sings Tadd Dameron |
| Bestes Musik- oder Konzertvideo | Bester Song, Traditional |
| - Lizzo – Juice - H.E.R. – Hard Place - Chris Brown feat. Drake – No Guidance - India Arie – Steady Love - Khalid – Talk                                                                                          | - Beyoncé – Spirit - Fantasia – Enough - Lizzo – Jerome - Cynthia Erivo – Stand Up - India Arie – Steady Love |
| Bester Song, Contemporary | Bester Gospel- oder christlicher Song |
| - Beyoncé – Before I Let Go - H.E.R. – Hard Place - Lizzo – Juice - Normani – Motivation - Khalid – Talk | - Kirk Franklin – Love Theory - John P. Kee feat. Zacardi Cortez – I Made It Out - BeBe Winans feat. Korean Soul – Laughter - Donnie McClurkin – Not Yet - The Clark Sisters – Victory |
| Bestes Jazzalbum | Bester Soundtrack |
| - Jazzmeia Horn – Love & Liberation - David Sánchez – Carib - Najee – Center of the Heart - Nathan Mitchell – SoulMate - Vanessa Rubin – The Dream Is You: Vanessa Rubin Sings Tadd Dameron                       | - Beyoncé & Various Artists – The Lion King: The Gift - Terence Blanchard – Harriet Original Motion Picture Soundtrack - Various artists – Queen & Slim: The Soundtrack - Various artists – The Lion King: Original Motion Picture Soundtrack - Michael Abels – Us (Original Motion Picture Soundtrack) |

## Sonderpreise
| President's Award                                                   |
| ------------------------------------------------------------------- |
| - Rihanna                                                           |
| Chairman's Award                                                    |
| - John Lewis                                                        |
| Vanguard Award                                                      |
| - Bethann Hardison                                                  |
| Entertainer of the Year                                             |
| - Lizzo - Angela Bassett - Billy Porter - Regina King - Tyler Perry |
| Key of Life Award                                                   |
| - Brig Gen Charles E. McGee                                         |